# Savona Foot Ball Club 2012-2013
Questa voce raccoglie le informazioni riguardanti il Savona Foot Ball Club nelle competizioni ufficiali della stagione 2012-2013.

## Stagione
Nella stagione 2012-2013 il Savona disputa il ventesimo campionato in quarta serie della sua storia nonché il terzo consecutivo di Lega Pro Seconda Divisione. Dopo una stagione condotta quasi sempre in testa alla classifica il 5 maggio 2013 conquista con una giornata di anticipo la promozione in Lega Pro Prima Divisione, corrispondente alla terza serie del campionato di calcio italiano, categoria che lo vedeva assente dall'annata 1973-1974, di fatto da quarant'anni. Allenato da Ninni Corda il Savona parte forte, al termine del girone di andata è secondo con 35 punti, dietro alla Pro Patria con 36 punti, che poi vince anche il campionato. Nel girone di ritorno il Savona cala alla distanza, ottiene solo 25 punti, ma riesce a mantenere la seconda preziosa posizione, che significa promozione diretta. La terza promossa è il Venezia che ha vinto i Play-off. Il Savona ha avuto anche il piacere di aver vinto la classifica marcatori del girone A con il sardo Francesco Virdis, autore di 24 reti in campionato. Discreto anche il percorso del Savona nella Coppa Italia di Lega Pro, dove ha vinto il girone B di qualificazione eliminando Pavia ed Alessandria, poi nel primo turno ad eliminazione ha superato (0-1) l'Entella a Chiavari, mentre è uscita dal torneo nel secondo turno, eliminato dalla Cremonese (4-6) dopo i calci di rigore.

## Divise e sponsor
Il fornitore ufficiale di materiale tecnico per la stagione 2012-2013 è HS Football, mentre lo sponsor di maglia Cassa di Risparmio di Savona.
| 1ª divisa | 2ª divisa | 3ª divisa |

## Organigramma societario
Area direttiva
- Presidente: Aldo Dellepiane
- Consiglieri: Giampaolo Bagnasco, Fabrizio Barbano e Claudio Busca
- Segretaria: Jessica Panuccio

Area tecnica
- Direttore generale: Simone Braglia
- Direttore sportivo: Roberto Pruzzo (dal 31 ottobre)[1]
- Allenatore: Ninni Corda
- Allenatore in seconda: Gianni Mattu
- Preparatore dei portieri: Mauro Deorsola
- Team Manager: Salvatore Cavaliere
- Magazziniere: Claudio Borsano

Area sanitaria
- Fisioterapista: Mattia Stazi

## Rosa
| N. |                   | Ruolo | Calciatore            |
| -- | ----------------- | ----- | --------------------- |
|    | Italia (bandiera) | P     | Simone Aresti         |
|    | Italia (bandiera) | P     | Alessandro Gozzi      |
|    | Italia (bandiera) | D     | Niccolò Antonelli     |
|    | Italia (bandiera) | D     | Paolo Balzaretti      |
|    | Italia (bandiera) | D     | Lorenzo Belfiore      |
|    | Italia (bandiera) | D     | Ivan Marconi          |
|    | Italia (bandiera) | D     | Claudio Miale         |
|    | Italia (bandiera) | D     | Francesco Quintavalla |
|    | Italia (bandiera) | D     | Davide Sentinelli     |
|    | Italia (bandiera) | D     | Marco Taino           |
|    | Italia (bandiera) | C     | Davide Agazzi         |
|    | Italia (bandiera) | C     | Sandro Baglione       |
|    | Italia (bandiera) | C     | Francesco Cantatore   |
|    | Italia (bandiera) | C     | Ignazio Carta         |

| N. |                   | Ruolo | Calciatore               |
| -- | ----------------- | ----- | ------------------------ |
|    | Italia (bandiera) | C     | Luca Cattaneo            |
|    | Italia (bandiera) | C     | Gianfilippo Dal Poggetto |
|    | Italia (bandiera) | C     | Angelo Demartis          |
|    | Italia (bandiera) | C     | Mattia Gallon            |
|    | Italia (bandiera) | C     | Federico Gentile         |
|    | Italia (bandiera) | C     | Manuel La Rosa           |
|    | Italia (bandiera) | C     | Francesco Mannoni        |
|    | Italia (bandiera) | C     | Nicola Mazzotti          |
|    | Italia (bandiera) | C     | Alberto Melis            |
|    | Italia (bandiera) | C     | Daniele Molino           |
|    | Italia (bandiera) | A     | Enrico Fantini           |
|    | Italia (bandiera) | A     | Niccolò Romero           |
|    | Italia (bandiera) | A     | Luigi Scotto             |
|    | Italia (bandiera) | A     | Francesco Virdis         |

## Risultati

### Seconda Divisione

#### Girone di andata
| Arbitro: | Rapuano (Rimini) |

|  |           |                           |
|  | Marcatori | 39’ Fr. Virdis 15’ Gallon |

| Arbitro: | Adducci (Paola) |

|                                                 |           |                       |
| Scotto 9’, 72’ Fr. Virdis 39’, 69’ A. Melis 39’ | Marcatori | 14’ Molino 42’ Cirina |

| Arbitro: | Baroni (Firenze) |

|             |           |                     |
| Zanetti 44’ | Marcatori | 26’, 79’ Fr. Virdis |

| Arbitro: | Colarossi (Roma) |

|                               |           |  |
| Fr. Virdis 23’, 39’ Carta 80’ | Marcatori |  |

| Arbitro: | Di Martino (Teramo) |

|                     |           |  |
| Anastasi 40’ (rig.) | Marcatori |  |

| Arbitro: | Fiore (Barletta) |

|                    |           |                               |
| Fr. Virdis 6’, 35’ | Marcatori | 61’ Del Sante 85’ Pietribiasi |

| Arbitro: | Morreale (Roma) |

|  |           |                                         |
|  | Marcatori | 47’, 80’ (rig.) Fr. Virdis 90’ Demartis |

| Arbitro: | Merlino (Udine) |

|               |           |  |
| Fr. Virdis 2’ | Marcatori |  |

| Arbitro: | Bindoni (Venezia) |

|                  |           |                  |
| Buonaventura 61’ | Marcatori | 31’ N. Antonelli |

| Arbitro: | Bellotti (Verona) |

|              |           |  |
| Demartis 84’ | Marcatori |  |

| Arbitro: | Marini (Roma) |

|                                   |           |                  |
| F. Ferrari 10’ (rig.) Tarlato 33’ | Marcatori | 6’ (rig.) Romero |

| Arbitro: | Magnani (Frosinone) |

|                |           |  |
| Fr. Virdis 75’ | Marcatori |  |

| Arbitro: | Baroni (Firenze) |

|                 |           |                                        |
| Romero 18’, 86’ | Marcatori | 40’ D. Allegretti 80’ Marolda 90’ Urso |

| Arbitro: | Petroni (Roma) |

|                |           |                                 |
| Gasparello 80’ | Marcatori | 13’ (rig.) F. Virdis 35’ Romero |

| Arbitro: | Aureliano (Bologna) |

|              |           |  |
| Demartis 19’ | Marcatori |  |

| Arbitro: | Colarrossi (Roma) |

|                         |           |                |
| C. Jidayi 43’ Amato 81’ | Marcatori | 14’ Fr. Virdis |

| Arbitro: | Baldicchi (Città di Castello) |

|                         |           |  |
| Carta 4’ Fr. Virdis 38’ | Marcatori |  |

#### Girone di ritorno
| Savona 6 gennaio 2013 18ª giornata | Savona         | 0 – 0 referto | Pro Patria | Stadio Valerio Bacigalupo\| Arbitro: \| Bruno (Torino) \| |
| Arbitro:                           | Bruno (Torino) |               |            |                                                           |

| Casale Monferrato 13 gennaio 2013 19ª giornata | Casale            | 0 – 0 referto | Savona | Stadio Natale Palli\| Arbitro: \| Bindoni (Venezia) \| |
| Arbitro:                                       | Bindoni (Venezia) |               |        |                                                        |

| Arbitro: | Pelagatti (Arezzo) |

|                           |           |                           |
| Miale 83’, 90’ Gallon 88’ | Marcatori | 27’ Zanetti 80’ Mattaboni |

| Arbitro: | Albertini (Ascoli Piceno) |

|                             |           |                |
| De Cenco 29’ Gasbarroni 68’ | Marcatori | 36’ Fr. Virdis |

| Savona 3 febbraio 2013 22ª giornata | Savona                     | 0 – 0 referto | Santarcangelo | Stadio Valerio Bacigalupo\| Arbitro: \| Rasia (Bassano del Grappa) \| |
| Arbitro:                            | Rasia (Bassano del Grappa) |               |               |                                                                       |

| Arbitro: | Maresca (Napoli) |

|              |           |                                                |
| Del Sante 4’ | Marcatori | 3’ Scotto 31’ (aut.) Farina 69’ (aut.) Marconi |

| Arbitro: | Morreale (Roma) |

|                       |           |  |
| Fr. Virdis 66’ (rig.) | Marcatori |  |

| Arbitro: | Abisso (Palermo) |

|  |           |                    |
|  | Marcatori | 5’, 72’ Fr. Virdis |

| Arbitro: | Sacchi (Macerata) |

|                       |           |  |
| La Rosa 12’ Carta 62’ | Marcatori |  |

| Arbitro: | Serra (Torino) |

|                                            |           |           |
| Zamblera 20’ G. Maccarone 37’ Nicastro 73’ | Marcatori | 9’ Scotto |

| Savona 24 marzo 2013 28ª giornata | Savona               | 0 – 0 referto | Castiglione | Stadio Valerio Bacigalupo\| Arbitro: \| Pagliardini (Arezzo) \| |
| Arbitro:                          | Pagliardini (Arezzo) |               |             |                                                                 |

| Arbitro: | Ceccarell (Rimini) |

|              |           |  |
| M. Rossi 27’ | Marcatori |  |

| Arbitro: | Lazzeri (Arezzo) |

|                         |           |                |
| Cazzola 45’ Fantini 90’ | Marcatori | 13’ Fr. Virdis |

| Arbitro: | Mangialardi (Pistoia) |

|                                  |           |                   |
| Fr. Virdis 57’ (rig.) Scotto 90’ | Marcatori | 35’ (rig.) Correa |

| Arbitro: | Ripa (Nocera Inferiore) |

|                       |           |  |
| Taddei 5’, 83’ (rig.) | Marcatori |  |

| Arbitro: | D'Angelo (Ascoli Piceno) |

|                               |           |                  |
| Demartis 11’, 13’ Mannoni 23’ | Marcatori | 7’ De Vincenziis |

| Arbitro: | Piccinini (Forlì) |

|                            |           |                     |
| Godeas 9’, 34’ Bocalon 62’ | Marcatori | 71’, 88’ Fr. Virdis |

### Girone B
| Arbitro: | Oliveri (Palermo) |

|              |           |  |
| Demartis 35’ | Marcatori |  |

| Arbitro: | Brasi (Seregno) |

|            |           |                                         |
| Chessa 26’ | Marcatori | 20’, 57’ Romero 37’ Cattaneo 64’ Scotto |

#### Turni ad eliminazione diretta
| Arbitro: | Bellotti (Verona) |

|  |           |                        |
|  | Marcatori | 25’ (rig.) Quintavalla |

| Arbitro: | Bruno (Torino) |

|                                      |                      |                                               |
| Gallon 12’ (rig.) Baglione 47’       | Marcatori            | 37’ Martínez 45’ Degeri                       |
| Carta Cantatore Balzaretti Antonelli | Tiri di rigore 4 – 6 | Bonvissuto Previtali Visconti Carlini Marotta |

## Statistiche

### Statistiche di squadra
| Competizione               | Punti | In casa | In casa | In casa | In casa | In casa | In casa | In trasferta | In trasferta | In trasferta | In trasferta | In trasferta | In trasferta | Totale | Totale | Totale | Totale | Totale | Totale | DR  |
| Competizione               | Punti | G       | V       | N       | P       | Gf      | Gs      | G            | V            | N            | P            | Gf           | Gs           | G      | V      | N      | P      | Gf     | Gs     | DR  |
| -------------------------- | ----- | ------- | ------- | ------- | ------- | ------- | ------- | ------------ | ------------ | ------------ | ------------ | ------------ | ------------ | ------ | ------ | ------ | ------ | ------ | ------ | --- |
| Lega Pro Seconda Divisione | 60    | 17      | 12      | 4       | 1       | 29      | 12      | 17           | 6            | 2            | 9            | 22           | 22           | 34     | 18     | 6      | 10     | 51     | 33     | +18 |
| Coppa Italia Lega Pro      |       | 2       | 1       | 1       | 0       | 3       | 2       | 2            | 2            | 0            | 0            | 5            | 1            | 4      | 3      | 1      | 0      | 8      | 3      | +5  |
| Totale                     | -     | 19      | 13      | 5       | 1       | 32      | 14      | 19           | 8            | 2            | 9            | 27           | 23           | 38     | 21     | 7      | 10     | 59     | 36     | +23 |

### Statistiche dei giocatori
| Giocatore       | Lega Pro Seconda Divisione | Lega Pro Seconda Divisione | Lega Pro Seconda Divisione | Lega Pro Seconda Divisione | Coppa Italia Lega Pro | Coppa Italia Lega Pro | Coppa Italia Lega Pro | Coppa Italia Lega Pro | Totale   | Totale | Totale      | Totale     |
| Giocatore       | Presenze                   | Reti                       | Ammonizioni                | Espulsioni                 | Presenze              | Reti                  | Ammonizioni           | Espulsioni            | Presenze | Reti   | Ammonizioni | Espulsioni |
| --------------- | -------------------------- | -------------------------- | -------------------------- | -------------------------- | --------------------- | --------------------- | --------------------- | --------------------- | -------- | ------ | ----------- | ---------- |
| D. Agazzi       | 32                         | 0                          | 4                          | 0                          | 2                     | 0                     | 1                     | 0                     | 34       | 0      | 5           | 0          |
| N. Antonelli    | 25                         | 1                          | 5                          | 1                          | 3                     | 0                     | 2                     | 0                     | 28       | 1      | 7           | 1          |
| S. Aresti       | 32                         | -28                        | 6                          | 0                          | 1                     | 0                     | 1                     | 0                     | 33       | -28    | 7           | 0          |
| S. Baglione     | 5                          | 0                          | 0                          | 0                          | 2                     | 1                     | 1                     | 0                     | 7        | 1      | 1           | 0          |
| P. Balzaretti   | 2                          | 0                          | 0                          | 0                          | 3                     | 0                     | 1                     | 0                     | 5        | 0      | 1           | 0          |
| L. Belfiore     | 15                         | 0                          | 1                          | 0                          | 3                     | 0                     | 0                     | 0                     | 18       | 0      | 1           | 0          |
| Bramati         | 1                          | 0                          | 0                          | 0                          | -                     | -                     | -                     | -                     | 1        | 0      | 0           | 0          |
| Cancelloni      | 1                          | 0                          | 1                          | 0                          | -                     | -                     | -                     | -                     | 1        | 0      | 1           | 0          |
| F. Cantatore    | 3                          | 0                          | 1                          | 0                          | 2                     | 0                     | 1                     | 0                     | 5        | 0      | 2           | 0          |
| I. Carta        | 28                         | 3                          | 5                          | 0                          | 4                     | 0                     | 0                     | 0                     | 32       | 3      | 5           | 0          |
| L. Cattaneo     | 29                         | 0                          | 8                          | 0                          | 4                     | 1                     | 0                     | 0                     | 33       | 1      | 8           | 0          |
| G. Dal Poggetto | 1                          | 0                          | 0                          | 0                          | -                     | -                     | -                     | -                     | 1        | 0      | 0           | 0          |
| A. Demartis     | 24                         | 5                          | 4                          | 0                          | 1                     | 1                     | 1                     | 0                     | 25       | 6      | 5           | 0          |
| E. Fantini      | 11                         | 0                          | 0                          | 0                          | -                     | -                     | -                     | -                     | 11       | 0      | 0           | 0          |
| M. Gallon       | 26                         | 2                          | 11                         | 3                          | 2                     | 1                     | 1                     | 0                     | 28       | 3      | 12          | 3          |
| F. Gentile      | 25                         | 0                          | 5                          | 1                          | 1                     | 0                     | 0                     | 0                     | 26       | 0      | 5           | 1          |
| A. Gozzi        | 3                          | -5                         | 0                          | 0                          | 3                     | -3                    | 0                     | 0                     | 6        | -8     | 0           | 0          |
| M. La Rosa      | 6                          | 1                          | 0                          | 0                          | -                     | -                     | -                     | -                     | 6        | 1      | 0           | 0          |
| F. Mannoni      | 7                          | 1                          | 1                          | 0                          | -                     | -                     | -                     | -                     | 7        | 1      | 1           | 0          |
| I. Marconi      | 28                         | 1                          | 10                         | 1                          | 2                     | 0                     | 0                     | 0                     | 30       | 1      | 10          | 1          |
| N. Mazzotti     | 4                          | 0                          | 0                          | 0                          | -                     | -                     | -                     | -                     | 4        | 0      | 0           | 0          |
| A. Melis        | 6                          | 1                          | 1                          | 0                          | 4                     | 0                     | 2                     | 0                     | 10       | 1      | 3           | 0          |
| C. Miale        | 14                         | 2                          | 3                          | 0                          | 2                     | 0                     | 0                     | 0                     | 16       | 2      | 3           | 0          |
| D. Molino       | 9                          | 0                          | 1                          | 0                          | -                     | -                     | -                     | -                     | 9        | 0      | 1           | 0          |
| F. Quintavalla  | 23                         | 0                          | 10                         | 0                          | 3                     | 1                     | 0                     | 1                     | 26       | 1      | 10          | 1          |
| G. Rizzo        | -                          | -                          | -                          | -                          | 2                     | 0                     | 0                     | 0                     | 2        | 0      | 0           | 0          |
| A. Rocca        | -                          | -                          | -                          | -                          | 3                     | 0                     | 1                     | 0                     | 3        | 0      | 1           | 0          |
| N. Romero       | 20                         | 4                          | 2                          | 0                          | 2                     | 2                     | 1                     | 0                     | 22       | 6      | 3           | 0          |
| J. Sbravati     | 2                          | 0                          | 1                          | 0                          | -                     | -                     | -                     | -                     | 2        | 0      | 1           | 0          |
| L. Scotto       | 21                         | 5                          | 2                          | 0                          | 2                     | 1                     | 1                     | 0                     | 23       | 6      | 3           | 0          |
| D. Sentinelli   | 11                         | 0                          | 7                          | 0                          | -                     | -                     | -                     | -                     | 11       | 0      | 7           | 0          |
| M. Taino        | 25                         | 0                          | 8                          | 1                          | 2                     | 0                     | 1                     | 0                     | 27       | 0      | 9           | 1          |
| F. Virdis       | 32                         | 24                         | 6                          | 0                          | 1                     | 0                     | 0                     | 0                     | 33       | 24     | 6           | 0          |
| D. Vuthai       | 2                          | 0                          | 0                          | 0                          | -                     | -                     | -                     | -                     | 2        | 0      | 0           | 0          |
| E. Zunino       | -                          | -                          | -                          | -                          | 1                     | 0                     | 0                     | 0                     | 1        | 0      | 0           | 0          |